# Eduard Joachim Theodor Joseph Jagemann
Eduard Joachim Theodor Joseph Jagemann (* 12. Dezember 1826 in Wesel; † 26. Dezember 1897 in Münster) war königlich preußischer Generalmajor und zuletzt Direktor der Gewehr- und Munitionsfabrik Erfurt.

## Herkunft
Seine Eltern waren der Landgerichtsrat Franz Jagemann († 16. Januar 1883) und dessen Ehefrau Regine Hintze († 19. Dezember 1877).

## Leben
Er erhielt ab 1836 seine Schulbildung auf dem Gymnasium in Wesel. Nach seinem Abschluss am 17. Juli 1845 als Musketier in das 17. Infanterieregiment. Am 3. November 1845 wurde er zum Unteroffizier, am 3. April 1846 zum Portepeefähnrich und am 9. Oktober 1847 Seconde-Lieutenant befördert. Während der Badischen Revolution war er vom 24. Mai bis zum 20. Oktober 1859 Teil des I. Bataillons des 4. Garde-Landwehrregiments. Anschließend kam er am 1. Juli 1854 in die Gewehrfabrik Sömmerda. Dort wurde er am 13. Dezember 1856 zum Premier-Lieutenant befördert. Von dort wurde er am 1. April 1857 in die Gewehrfabrik Saarn versetzt und dort am 31. Mai 1859 zum Hauptmann befördert. Am 1. September 1859 wurde er Direktionsassistent der Gewehrfabrik Saarn. Als die Fabrik am 28. September 1862 nach Erfurt verlegt wurde, blieb Jagemann zunächst Direktionsassistent, aber am 10. Dezember 1862 kam er in die Gewehrfabrik Spandau. Von dort wurde er am 16. April 1868 in die Gewehrfabrik Danzig versetzt, wo er mit der Wahrnehmung der Geschäfte als Direktor beauftragt wurde. Am 15. April 1869 wurde er zum Major befördert und unter Belassung seiner Stellung zum Präses der Gewehr-Revisionskommission im Sömmerda ernannt. Ebenfalls unter Belassung seiner Stellung wurde er am 21. November 1869 a la suite des 17. Infanterieregiments gestellt. Aber am 30. November 1872 wurde er dann zum Direktor der Gewehrfabrik Danzig ernannt. Am 19. September 1874 zum Oberstleutnant befördert, wurde er am 2. Dezember 1876 als Direktor in die Gewehr- und Munitionsfabrik Erfurt versetzt, dazu erhielt er den Rang und die Gebührnisse eines Regimentskommandeurs. Er wurde dort am 22. März 1877 zum Oberst befördert und wurde am 3. August 1883 mit dem Charakter als Generalmajor ausgezeichnet. Am 1. November 1884 wurde er dann mit Pension zur Disposition gestellt und am 9. Februar 1884 auch noch mit dem Kronen-Orden 2. Klasse ausgezeichnet.
Er starb unverheiratet am 26. Dezember 1897 in Münster an einem Gehirnschlag.